# Christopher Linke
Christopher Linke (né le 24 octobre 1988 à Potsdam) est un athlète allemand, spécialiste de la marche, vice-champion d'Europe du 35 km en 2022 à Munich.

## Carrière
Christopher Linke détient le record d'Allemagne du 20 km marche en 1 h 18 min 42 s, établi à La Corogne en Espagne le 8 juin 2019. Il possède également un record personnel à 3 h 47 min 33 s sur 50 km marche, réalisé le 13 mai 2012 à Saransk en Russie.
4e des championnats d'Europe de Zurich en 2014 en 1 h 21 min 00 s, il se classe 10e des Championnats du monde par équipes de Rome en 2016, en 1 h 20 min 40 s. La même année, il finit 5e du 20 km marche des Jeux Olympiques de Rio en 1 h 20 min 00 s.
Aux championnats du monde d'athlétisme, il collectionne les places d'honneur sur le 20 km marche, terminant 8e en 2013 à Moscou, 5e en 2017 à Londres et 4e en 2019 à Doha.
Après une nouvelle place de finaliste (5e) aux Jeux Olympiques de Tokyo en 2021, Christopher Linke décroche sa première médaille internationale, l'argent, sur la nouvelle épreuve du 35 km marche aux championnats d'Europe de Munich en 2022. En 2023, aux Championnats du monde 2023 à Budapest, il bat le record national en 2 h 25 min 35 s.

## Palmarès
| Date | Compétition           | Lieu           | Résultat | Épreuve      | Performance     |
| ---- | --------------------- | -------------- | -------- | ------------ | --------------- |
| 2013 | Championnats du monde | Moscou         | 8e       | 20 km marche | 1 h 22 min 36 s |
| 2014 | Championnats d'Europe | Zurich         | 4e       | 20 km marche | 1 h 21 min 00 s |
| 2016 | Jeux olympiques       | Rio de Janeiro | 5e       | 20 km marche | 1 h 20 min 00 s |
| 2017 | Championnats du monde | Londres        | 5e       | 20 km marche | 1 h 19 min 21 s |
| 2019 | Championnats du monde | Doha           | 4e       | 20 km marche | 1 h 27 min 19 s |
| 2021 | Jeux olympiques       | Sapporo        | 5e       | 20 km marche | 1 h 21 min 50 s |
| 2022 | Championnats d'Europe | Munich         | 2e       | 35 km marche | 2 h 29 min 30 s |
| 2023 | Championnats du monde | Budapest       | 5e       | 35 km marche | 2 h 25 min 35 s |

## Records
| Épreuve      | Performance          | Lieu     | Date         |
| ------------ | -------------------- | -------- | ------------ |
| 20 km marche | 1 h 18 min 12 s      | Budapest | 19 août 2023 |
| 35 km marche | 2 h 25 min 35 s (NR) | Budapest | 24 août 2023 |
| 50 km marche | 3 h 47 min 33 s      | Saransk  | 13 mai 2012  |